# Wilhelm Heinrich Roscher
Pour les articles homonymes, voir Roscher.
Wilhelm Heinrich Roscher (né le 12 février 1845 à Göttingen et mort le 9 mars 1923 à Dresde) est un érudit et philologue classique allemand, mieux connu comme un spécialiste des mythologies grecque et romaine.

## Biographie
Fils de l'économiste Wilhelm Roscher, il étudie à l'école Saint-Afra de Prince à Meissen en 1864, puis à celle de Göttingen. Il va ensuite à Leipzig où il obtient son doctorat en 1868 avec la thèse De aspiratione vulgari apud Graecos.
Il a travaillé depuis 1869 comme professeur de lycée à Bautzen, puis depuis 1871 à Meissen, et depuis 1882 comme vice-principal à l'école secondaire de Wurzen, en 1894. Il fit plusieurs voyages d'étude répétés en l'Italie, France, Croatie, Monténégro, en Grèce et en Asie mineure.
Il est surtout connu pour avoir dirigé le grand dictionnaire de la mythologie en six volumes (Ausführliche Lexikon der griechischen und römischen Mythologie), publié de 1884 à 1937, généralement désigné comme « le Roscher ».
Il avait épousé, le 20 avril 1876, à Paris Xe, Marie Eveline Henriette Koller, sa cousine.

## Œuvres
- Les études sur la mythologie comparée des Grecs et des Romains, Leipzig, 1873-1875
- Le sentiment naturel des Grecs et des Romains, Meißen, 1875
- Hermès le dieu du vent, Leipzig, 1878
- Les Gorgones et les parents, Leipzig, 1879
- Le nectar et l'ambroisie, Leipzig, 1883
- De Sélène et des parents, Leipzig, 1890